# Chuck Billy

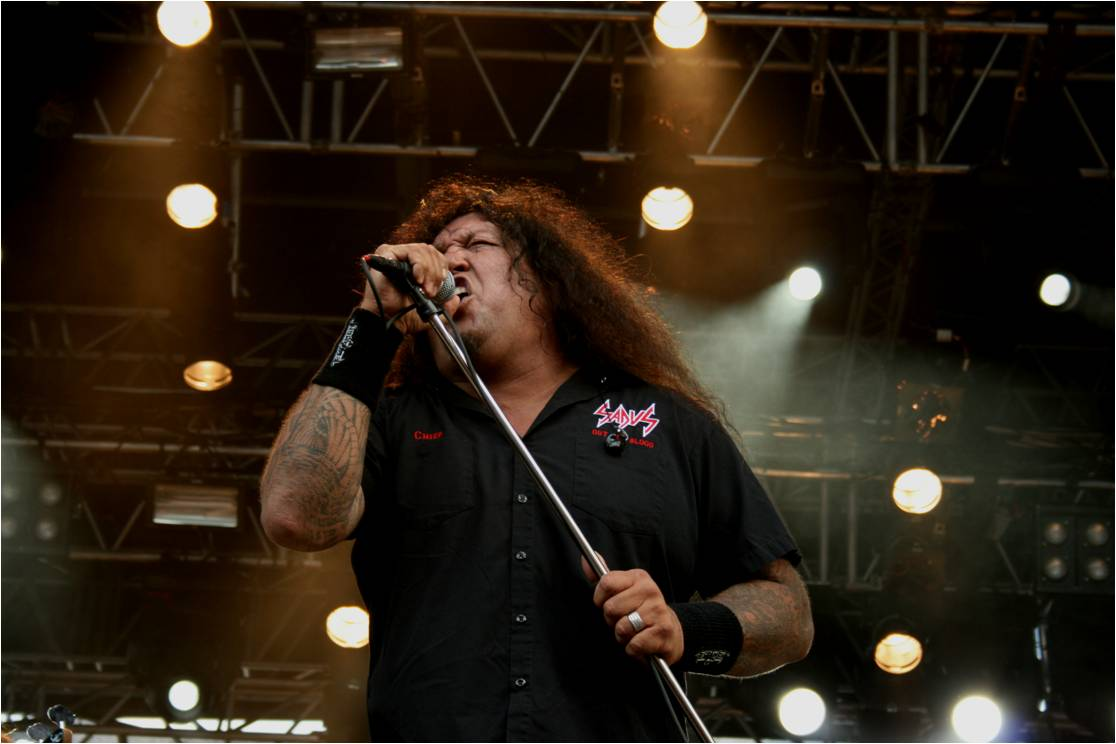
Chuck Billy live in 2009 met Testament.

Chuck Billy (23 juni 1962) is de zanger van de thrashmetalband Testament.
Voor Testament heette de band "Legacy" en was Steve Souza van Exodus de zanger. Billy verving hem in 1984. Steve Souza ging terug naar Exodus en gaf zelf het advies aan "Legacy" om Chuck Billy ("die indiaan") als zanger te nemen. Billy is een Pomo-indiaan afkomstig uit Noord-Californië.

## Chuck Billy enTestament
Chuck Billy heeft een harde stem, die hij afwisselend kan gebruiken. In het begin van zijn carrière stond hij nogal bekend als iemand die grove uitspraken deed tijdens de concerten. Zoals: "beat someone up or push the man next to you a little harder" (vertaald: ram iemand in elkaar of duw de man naast je even wat harder) Vanaf het begin van de 21e eeuw houdt hij zich wat meer in.
Het aannemen van Chuck Billy deed de band veel goed en het succes van Testament was vooral eind jaren 1980 en begin jaren 1990. Na het vertrek van Alex Skolnick in 1992 ging het langzamerhand wat minder goed met Testament.
Chuck Billy en Eric Peterson zijn de enige bandleden die Testament altijd trouw zijn gebleven, alhoewel sinds 2004 Alex Skolnick, weer terug is bij Testament.

## Ziekte
In 2001 werd bij Chuck Billy een zeldzame vorm van prostaatkanker ontdekt. Normaal gesproken bevindt dit type kanker zich rond de prostaat, zoals de naam al aanduidt. Bij Billy was het gesitueerd rond z'n hart. Het geld voor de onderzoeken en behandelingen kostte zoveel dat er zelfs benefietconcerten door andere bands werden georganiseerd om bij te dragen aan de ziektekosten van Chuck Billy. Na zeer ziek te zijn geweest is hij er weer bovenop gekomen. Ook het toeren pikte hij weer op met Testament in de bijna originele opstelling met uitzondering van drummer Louie Clemente die is vervangen door Paul Bostaph. Eerst volgde nog een reünietour in 2005, met een liveopname in Londen (dvd en cd) met een eenmalige terugkeer van Louie Clemente, die de halve set speelde. De eerste helft werd door drummer en drumtechnicus John Tempesta gedrumd. Na het uitbrengen van The Formation of Damnation in 2008 volgde een uitgebreide tour door Amerika, het Verenigd Koninkrijk en de rest van Europa, waar Testament clubs en festivals aandeed. In 2020 treedt Billy nog steeds op met Testament en bij Metal Allegiance, een groot coverfeest met bekende heavymetalartiesten.

## Andere bands
Naast "Legacy" en "Testament" heeft Chuck Billy weinig in andere bands gespeeld. Wel heeft hij ooit ingevallen voor de zanger van Exodus bij een concert in oktober 2004 en heeft hij samen met een aantal andere muzikanten de band Dublin Death Patrol opgericht. Ook zingt hij weleens op tribute-cd's, zoals enkele van Metallica en op een Iron Maiden tribute-cd uit 2006 waarbij hij het legendarische Fear of the Dark van het gelijknamige album voor zijn rekening neemt.
De nummers "Trail of Tears" en "Native Blood" van Testament zijn een ode aan de mede-indianen, die grotendeels uit Amerika zijn verdreven en waar hij zelf ook van afstamt.

## Trivia
- Voor de door Marvel Studios geproduceerde animatieserie What If...? uit 2021 voor Disney+ sprak Billy diverse stemmen in. Deze animatieserie is deel van het Marvel Cinematic Universe.

- International Standard Name Identifier: 0000 0003 6740 7385
- Library of Congress Control Number: n2012020200
- MusicBrainz: c6df7bdc-ca85-4a2a-a0c3-794bdc92d934
- Nationale Bibliotheek van Tsjechië: xx0147380
- Istituto Centrale per il Catalogo Unico: DDSV065019
- Virtual International Authority File: 232968064
- WorldCat: E39PCjCKC7QpXHMKTWMKwX398P